# Соединённые Штаты Великой Австрии
Соединённые Штаты Великой Австрии (нем. Vereinigte Staaten von Groß-Österreich) — концепция федерализации государства Габсбургов на принципах, более справедливых с точки зрения национальных чаяний отдельных народов, которая была составлена группой учёных из окружения австрийского эрцгерцога Франца Фердинанда и заявлена Аурелом Поповичем в одноимённой книге в 1906 году. Проект не был осуществлён по причине гибели эрцгерцога, а также резкого противодействия венгерской буржуазии.

## Предыстория
Во второй половине XIX и начале XX века перед Австрийским государством встала серьёзная проблема национальных противоречий внутри страны. Население империи состояло из более чем десятка совершенно разных этнических групп, но при этом немцы (которые составляли не более 25 % населения) обладали привилегиями над остальными народностями: мадьярами, итальянцами, румынами, хорватами, чехами, поляками, русинами/украинцами, сербами, словаками и словенцами.
Австро-венгерское соглашение, заключённое 15 марта 1867 года, преобразовало Австрийскую империю в Австро-Венгрию — конституционную дуалистическую монархию, разделённую на Транслейтанию и Цислейтанию, объединённые только одним элементом — обе области были возглавлены императором Францем Иосифом. Немцы стали доминировать в Цислейтании, а венгры — в Транслейтании.
«Половины» монархии были устроены по-разному, их правящие круги проводили различную политику. Это имело серьёзные последствия, прежде всего в национальном вопросе. Венгерский сейм уже в 1868 году одобрил «Закон о правах национальностей», в котором национальным меньшинствам предоставлялась возможность свободного культурно-языкового развития, но при этом подчёркивалось наличие в Венгрии «единственной политической нации — неделимой венгерской». На практике это означало мадьяризацию, причём возможность получить образование на родном языке для словаков, сербов, румын, русинов/украинцев максимально ограничивалась.
После многочисленных бунтов, восстаний и даже террористических актов стало очевидным, что принятие господства только двух народов в ущерб остальным невозможно и новый национальный конфликт может стать губительным для безопасности и стабильности Австро-Венгрии.

## Предложение Поповича
«Большое разнообразие происхождения, языка, обычаев и быта разных народов требует от империи Габсбургов такой формы государственного управления, которая бы могла гарантировать, что ни один из народов не будет притеснён, ущемлён или угнетён другим в своей национальной политике, саморазвитии, культурном достоянии — одним словом — в своём понимании жизни» — Аурел Попович (1906)
В 1906 году австрийский политик и юрист Аурел Попович составил проект преобразования Австро-Венгрии в триалистическую федерацию — Соединённые Штаты Великой Австрии. Предполагалось создание 15 штатов — национальных автономий, объединённых под властью единого монарха. Идею создания такого государства подал венгерский революционер Лайош Кошут, предлагавший превратить Австро-Венгрию в федеративное государство «Соединённые Штаты Великой Австрии» с автономными регионами, для укрепления власти Габсбургов на территории империи и обеспечения необходимого процветания экономики, культуры, языков и других аспектов жизни их поданных.
Попович предлагал разделить Австро-Венгрию на пятнадцать равноправных автономных образований по национально-территориальному принципу:
1. Немецкая Австрия (современная Австрия, Южный Тироль, южная часть Чехии). Язык — немецкий.
2. Немецкая Богемия (Немецкая Богемия, северо-западная часть Чехии). Язык — немецкий.
3. Немецкая Моравия (Моравия, северо-восточная часть Чехии). Язык — немецкий.
4. Богемия (Богемия, южная и центральная часть Чехии). Язык — чешский.
5. Словацкие земли (Словакия). Язык — словацкий.
6. Западная Галиция (Малая Польша). Язык — польский.
7. Восточная Галиция. Язык — украинский и русинский.
8. Венгрия (Венгрия, южная Словакия, северная Воеводина). Язык — венгерский.
9. Секейские земли (Секейский край). Язык — венгерский.
10. Трансильвания (Трансильвания, Банат, Буковина). Язык — румынский.
11. Тренто (Трентино). Язык — итальянский.
12. Триест (Триест, Горица, западная часть Истрии). Язык — итальянский.
13. Крайна (Крайна, южная Каринтия). Язык — словенский.
14. Хорватия (Хорватия, Срем, Которский залив). Язык — хорватский.
15. Воеводина (Воеводина). Языки — сербский и хорватский.
Кроме того, ряду этнических анклавов (в основном немецких) в восточной Трансильвании, Банате и других частях Венгрии, южной Словении, крупных городах (таких как Прага, Будапешт, Львов и др.) предоставлялась автономия в рамках их территорий.

## Предложение Союза писателей Австро-Венгрии
Союз писателей Австро-Венгрии накануне Первой мировой войны в 1913 году предложил проект преобразования государства на совсем новых принципах, который, по мнению ряда современных историков мог бы сохранить Австро-Венгрию от распада. Их план предусматривал следующее:
- Создание от 10 до 18 регионов со статусом республики;
- В каждой из республик не должно было быть одной сильно преобладающей по численности нации, максимум который допускается, это около 30 % одной нации, против 70 % всех остальных в регионе;
- Каждая из республик должна быть примерно одинаковой площади и численности;
- Каждая республика имеет свой многопартийный парламент и президента которого выбирают в парламенте сроком на семь лет, преобладание более 40 % хотя бы одной из таких партий — запрещено, создание национальных партий — запрещено;
- Во главе страны стоит король, власть которого ограничена конституцией;
- Каждая из наций в стране считается составляющей Великого Центральноевропейского Народа, поддерживается идея о том, что, выйдя из семьи Великого Центральноевропейского Народа, такая нация погибнет от рук врагов Великого Центральноевропейского Народа, при этом некоторые (но далеко не все) атрибуты каждой нации разрешены, национализм у каждой из наций недопустим;
- Регионы распределяют экономические ресурсы так, чтобы, выйдя из состава страны, любая из республик была бы обречена на экономический коллапс, а сама страна на потерю важной отрасли (по принципу: вы не можете без нас, а мы не можем без вас), то есть в каждой из республик будет сосредоточено что-то одно: например в одной только сельское хозяйство, в другой только металлургия, в третьей только кораблестроение и так далее;
- В армии должно быть равное количество представителей каждой из наций;
- Общий для всей страны официальный язык — латынь, слабо поддерживаются на местном уровне национальные языки;
- Столица переносится в новое место на пересечении нескольких республик;
- Новое название страны: Центральноевропейский Союз.

## Поддержка теории
Политическим покровителем и сторонником плана стал наследник престола Австро-Венгрии эрцгерцог Франц Фердинанд. План Аурела Поповича — Франца Фердинанда отвечал интересам дома Габсбургов и славянских народностей империи — в частности, он примирял с ними чешское национальное движение. Но одновременно он угрожал исключительно выгодному положению Венгрии, из-под власти которой выводились Хорватия, Словакия и Трансильвания, что вызвало среди венгерской элиты острое недовольство. Всё же триализм давал шанс угасающей Австро-Венгрии на обновление и восстановление статуса великой державы.
Эрцгерцог Франц Фердинанд собирался перекроить карту Австро-Венгрии радикально, создав ряд полуавтономных «государств», основанных на этнолингвистическом принципе — эти страны должны стать частью большой конфедерации, которая после административных реформ получит название «Соединённых Штатов Великой Австрии». Суть плана заключалась в том, что языковая и культурная самоидентификация народов должна была погасить любое национальное противоречие, связанное с нарушением баланса этнических сил внутри Австро-Венгрии.
Идея столкнулась с сильной оппозицией со стороны венгерской знати как части дуалистической монархии, так как в результате административных реформ Венгрия понесла бы значительные территориальные потери и её влияние на обстановку в стране существенно уменьшилось бы. Главным политическим оппонентом Франца Фердинанда выступил премьер-министр Венгрии граф Иштван Тиса:

«Если престолонаследник вздумает осуществить свой план, я подниму против него национальную революцию мадьяр и сотру с лица Земли» — граф Иштван Тиса 
Франц Фердинанд не любил русских и ещё больше сербов, но он категорически выступал против превентивной войны с Сербией, горячим сторонником которой был его протеже, начальник Генерального Штаба армии Австро-Венгрии Франц Конрад фон Хётцендорф. Такая война, по его мнению, неминуемо привела бы к столкновению с Россией, а этого престолонаследник стремился избежать в любом случае.
Убийство Франца Фердинанда в Сараево летом 1914 года ознаменовало начало Первой мировой войны и, как следствие, невозможность проведения реорганизации Австро-Венгрии.
В 1918 году по манифесту Карла IV Австро-венгерская монархия превращалась в триалистическую федерацию, состоящую из Австрии, Венгрии и южно-славянских территориально-административных объединений, но это была запоздалая и оттого бессмысленная попытка начать реализацию проекта Аурела Поповича.
Распад государства Габсбургов, произошедший в результате нарастания внутренних социальных противоречий, неурожая 1918 года, экономического кризиса и обособления разных частей империи в ходе Первой мировой войны и последовавшее за этим подписание Сен-Жерменского и Трианонского договоров закрепили территориальные потери Австрии и Венгрии, тем самым разрушили всякую надежду на преобразование государства.